# Science Friday
Science Friday (abbreviato in SciFri) è un talk show settimanale trasmesso ogni venerdì su varie emittenti radio pubbliche statunitensi, distribuito da WNYC Studios. SciFri è condotto dal giornalista scientifico Ira Flatow ed è stato creato e prodotto dalla Science Friday Initiative. Il programma è diviso in due parti da un'ora ciascuna, ciascuna delle quali si conclude con un saluto finale. L'attenzione di ogni programma è rivolta a notizie e informazioni su scienza, natura, medicina e tecnologia. Lo spettacolo è nato come episodio del venerdì del talk show quotidiano Talk of the Nation, ma è stato trasformato in un programma indipendente quando Talk of the Nation è stato cancellato nel giugno 2013.
Science Friday è disponibile anche in formato podcast ed è uno dei download più popolari su iTunes, spesso tra i primi 15 download ogni settimana. I podcast SciFri vengono scaricati oltre 23 milioni di volte all'anno.
SciFri trasmette estratti della cerimonia annuale del premio Ig Nobel il venerdì dopo il Ringraziamento.

## Finanziamento
La Science Friday Initiative accetta donazioni deducibili dalle tasse per conto del programma radiofonico.
Science Friday è finanziato dalle quote delle emittenti che trasmettono il programma, da donatori individuali, da sottoscrittori pubblicitari e da sovvenzioni di fondazioni tra cui la Alfred P. Sloan Foundation, la Research Corporation for Science Advancement, la Gordon and Betty Moore Foundation e la Heising-Simons Foundation.
In precedenza il programma era sostenuto dalla Noyce Foundation, dalla SD Bechtel Jr. Foundation e dalla Carnegie Corporation di New York. Science Friday ha ricevuto finanziamenti federali dalla National Science Foundation degli Stati Uniti e dalla NASA.